# James Gosling
James Gosling (ur. 19 maja 1955 w okolicach Calgary w Kanadzie) – kanadyjski informatyk i programista, twórca języka Java.

## Życiorys
Gosling uzyskał tytuł bakałarza w roku 1977 na Uniwersytecie Calgary, a w roku 1983 tytuł doktora w dziedzinie informatyki na Carnegie Mellon University. Stworzył implementację Emacsa (Gosling Emacs, nazywany też „Gosmacs” lub „gmacs”). Od roku 1984 związany z firmą Sun Microsystems, gdzie zajmował się m.in. środowiskiem okienkowym NeWS. W roku 1994 stworzył podstawy języka Java oraz zaimplementował pierwszą wersję maszyny wirtualnej. Za swoje zasługi został przyjęty do grona National Academy of Engineering. Autor wielu książek i publikacji.
W roku 2007 został oficerem Orderu Kanady, najwyższego kanadyjskiego odznaczenia przyznawanego obywatelom.
2 kwietnia 2010 zrezygnował z pracy w firmie Oracle, która 27 stycznia tego roku ostatecznie przejęła firmę Sun Microsystems.
28 marca 2011 rozpoczął pracę w firmie Google, a 22 maja 2017 w Amazon Web Services.